# Tradotta militare

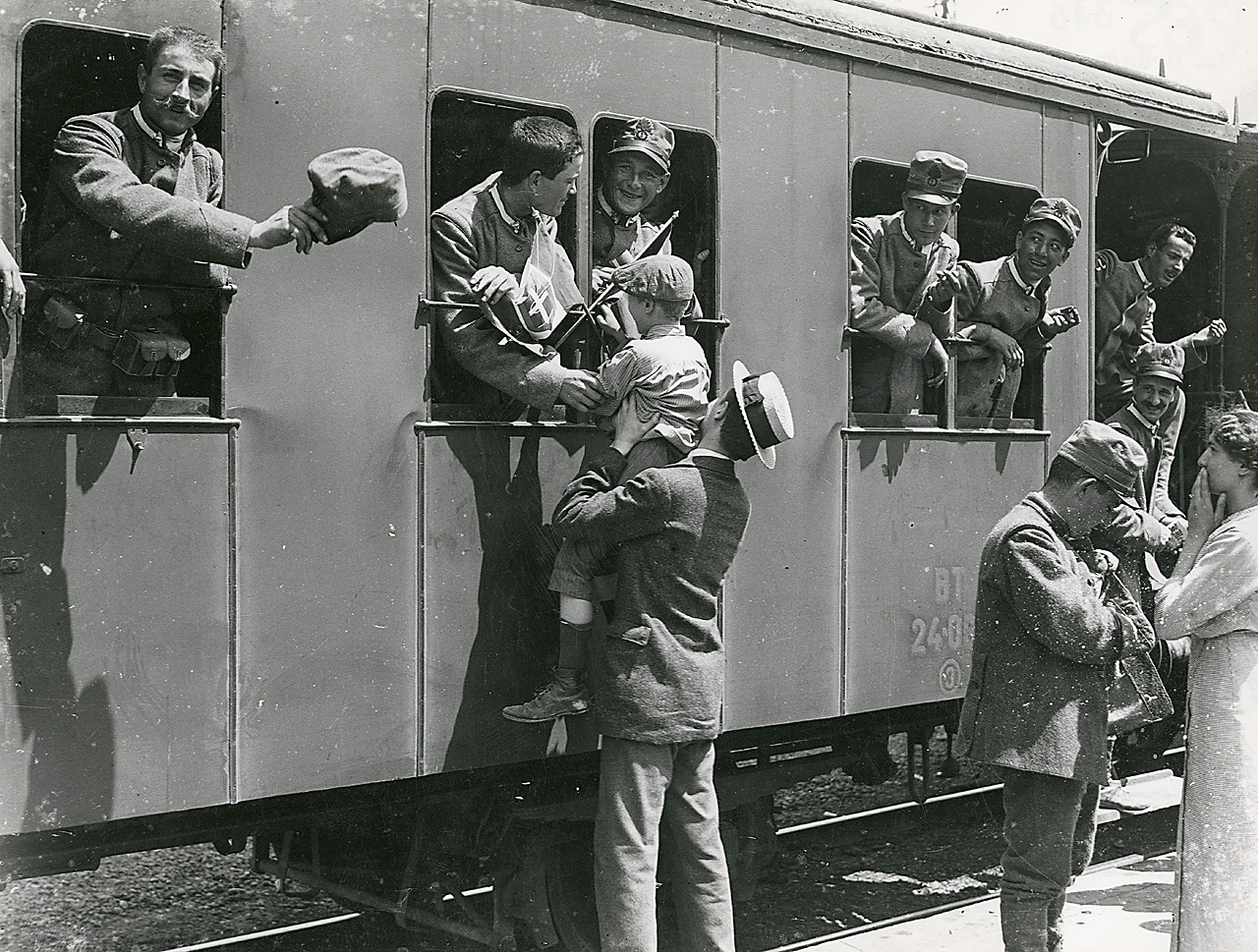
Prima guerra mondiale: saluti tra militari in partenza in tradotta e i loro familiari

La tradotta militare è un convoglio ferroviario adibito al trasporto di reparti militari in occasione di operazioni, manovre o esercitazioni o per l'invio di grandi quantità di militari, in licenza o in congedo.